# Vaja Azarachvili
Vaja Azarachvili (en géorgien : ვაჟა აზარაშვილი), né le 13 juillet 1936 à Tbilissi (RSS de Géorgie, URSS) et mort le 7 février 2024, est un compositeur, pianiste et pédagogue géorgien-soviétique puis géorgien. 
Il a reçu de nombreuses distinctions et récompenses pour sa contribution à l'art géorgien ; il a notamment été nommé Ouvrier d'art honoré (1979), Artiste du peuple de Géorgie (1988), Chevalier de l'ordre d'honneur (1998) et Citoyen d'honneur de Tbilissi (1999).

## Biographie

### Débuts
Vaja Azarachvili naît le 13 juillet 1936 à Tbilissi dans une famille amatrice de musique folklorique. Son père, qui avait étudié au Conservatoire, avait une belle voix de baryton-basse, tandis que son oncle maternel chantait dans une chorale des chansons folkloriques géorgiennes. Son grand-père jouait quant à lui du chonguri.
En 1945, son voisin, directeur d'une école de musique, lui propose d'apprendre le violon, mais il refuse.
Parallèlement au piano, il étudie la composition d'abord dans l'école de musique IV avec Alexander Shaverzashvili, puis au Conservatoire d'État de Tbilissi avec Iona Tuskiya (en). Diplômé du troisième cycle du Conservatoire en 1961, il raconte avoir suivi un cours post-universitaire jusqu'en 1964 notamment sur la recommandation de Dmitri Chostakovitch qui assistait à son audition de fin de master.
Rapidement, il s'engage dans des activités pédagogiques en complément de son travail de compositeur. Il devient ainsi pédagogue en 1971 puis professeur à partir de 1988 au Conservatoire d’État. 
En 1994, il devient directeur artistique de l'Orchestre philharmonique d’État de Géorgie. De 1997 à 2008, il a également présidé l'Union des compositeurs de Géorgie, fonction qui l'a occupé au point d'être souvent incapable d'écrire et de travailler. 

### Carrière musicale et œuvre
L'œuvre de Vaja Azarachvili se distingue par sa variété de genres (musique symphonique, musique de chambre, comédie musicale et pop) et par la diversité de ses influences (musique classique, musique traditionnelle géorgienne, jazz, chanson).
En 1969, après la mort de son père, il compose son Concerto pour violoncelle et orchestre à cordes, qu'il compare à un cri. Dès sa création, l'œuvre a été considérée comme l'une des meilleures œuvres de musique géorgienne de ce genre, et a rencontré beaucoup de succès dans diverses salles de concert en Géorgie et en Europe.
À partir des années 1970, Azarachvili explore plusieurs genres musicaux et diversifie sa production musicale, avec notamment six opérettes (comme La Neuvième Vague, composée en 1969 et mise en scène au Théâtre du drame musical de Tbilissi, puis emmenée en tournée par le directeur en chef du théâtre d'opérette de Moscou), deux cycles vocaux et les Masques de théâtre pour ténor et piano. Au début des années 1980, Vaja Azarachvili se tourne pour la première fois vers le genre du ballet.
En 1982 a lieu la première représentation du ballet Khevisbury. Basé sur le folklore musical géorgien, l’œuvre fait également appel à des moyens expressifs modernes. Malgré la situation sociale et psychologique difficile du pays dans les années 1990, Azarachvili continue à être assez prolifique. Pendant cette période, la suite Images du vieux Tbilissi, le cycle vocal-symphonique La Confession d'un poète, la Fantaisie sur des airs du vieux Tbilissi (qui a remporté le Premier Prix au Concours International de Saint-Pétersbourg en 2003), plusieurs cycles pour piano, un cycle vocal basé sur des poèmes d'Ana Kalandadze, une Symphonie de chambre et 5 Préludes ont notamment été créés.

En 1995, Vaja Azarachvili se tourne à nouveau vers le genre de la comédie musicale en composant Mechecheme Gabo, considérée comme sa meilleure comédie musicale.
« Quand c'est dur pour moi, je travaille toujours. »
Il raconte qu'il travaillait beaucoup, presque tout le temps, y compris dans les moments les plus difficiles. En parallèle de son travail, il raconte par ailleurs qu'il a toujours aimé s'amuser et passer du temps avec ses amis.

### Entre musique savante et musique populaire
Tout au long de sa carrière musicale, Vaja Azarachvili a également beaucoup travaillé dans le milieu de la musique populaire,,. Il travaille alors aussi bien avec des œuvres de poètes classiques géorgiens, comme Nikoloz Baratashvili, qu'avec des œuvres de poètes modernes comme Moris Potshishvili et Petre Bagration-Grouzinski.

Il avoue avoir parfois composé des chansons sous l'impulsion de besoins financiers, notamment une chanson sur l'inspection automobile géorgienne lors d'un concours de chansons organisé par le ministère de l'Intérieur, chanson qui a finalement remporté un certain succès.
« La vie est une chose incroyable. Parfois, vous pensez que vous avez écrit quelque chose de très important et... rien... et parfois, quand vous ne réfléchissez pas du tout, une chanson devient soudainement populaire. Cela dépend dans quelles mains elle tombera et de quel type d'arrangement il s'agit... »
Le compositeur a dédié de nombreuses chansons à son Tbilissi natal, dont Tbilissi Lyrical, Song of Tbilisi, Song of Metekhi, ainsi que les chansons devenues très célèbres Music, Days Go By, It's Raining Again, Little girl, ou encore Dynamo, dynamo, devenue un hymne des supporters de football géorgiens, Azarachvili lui-même étant passionné de ce sport. Depuis les années 1970, ses chansons ont été interprétées par des chanteurs populaires comme Nani Bregvadze, qui était son élève et pour qui il a beaucoup composé, mais aussi Giuli Chokheli, Vakhtang Kikabidze, Eter Kakulia, Tamar Hvidtsiteli et Merab Sefashvili. Entre musique savante et musique populaire, Azarachvili a ainsi développé un langage musical hybride, influencé aussi bien par la musique classique et la musique traditionnelle géorgienne, que par le jazz et la chanson. Bien que ses œuvres les plus célèbres et les plus jouées soient essentiellement ancrées dans la musique populaire (comme le Nocturne et la Nostalgie, la suite Retro, le Tango sentimental, ou encore de nombreuses chansons et musiques de film), une partie très importante de son œuvre cherche à explorer un langage beaucoup plus moderne et une esthétique plus recherchée, dans une perspective parfois expérimentale.
Souvent jouées en Géorgie comme à l'étranger, nombre de ses œuvres ont également été enregistrées, et publiées dans plusieurs villes à travers le monde, notamment Tbilissi et Moscou.

### Famille
Vaja Azarachvili a une fille, Natia Azarachvili, qui est pianiste, et deux petits-enfants,.

## Œuvres principales

### Œuvres pour piano

#### pour piano solo
- Sonate pour piano (1979)
- Nocturne - version pour piano (1986)
- Nostalgie (en mémoire des victimes du massacre de Khojaly) - version pour piano (1992)

#### pour piano 4 mains ou deux pianos
- Suite espagnole pour deux pianos
- Retro, suite - version pour deux pianos (1996)
- Tango sentimental - version pour piano 4 mains (2001)
- Sonate pour piano 4 mains (2007)

### Œuvres pour autre instrument solo
- Sonate pour violon solo (1995)

### Œuvres de musique de chambre
- Prélude pour violoncelle et piano
- Chanson sans paroles pour violoncelle et piano
- 5 Préludes pour violoncelle et piano
- Sonate pour violoncelle et piano n°1
- Sonate pour violoncelle et piano n°2
- Sonate pour flûte et piano (2007)
- Poème pour violon et piano
- Scherzo pour violon et piano
- Dédicace à Rachmaninov pour violon et piano
- Sonate pour deux violons et piano (2006)
- Trio avec piano
- The Imereti Schetches pour trio avec piano (1997)
- Nocturne - version pour trio avec piano (1986)
- Romance "Blessed Art Thy Creator" pour ténor et trio avec piano, sur un texte de Nicoloz Baratashvili (1957)
- Quatuor à cordes
- Images du vieux Tbilissi, suite pour quatuor à cordes
- Quatuor avec piano
- Quintette avec piano (2007)
- Quintette pour instruments à vents (1978)
- Fantaisie sur des airs du vieux Tbilissi pour ensemble de violoncelles (2002)

### Œuvres vocales
- Masques de théâtre pour ténor et piano
- Cycle vocal pour voix de basse et piano, sur des textes de Shota Nishnianidze (1976)
- Cycle vocal If You Was not Mine  pour voix de basse et piano, sur des textes de Manana Dangadze (2007)
- ... (nombreux autres cycles vocaux)

### Œuvres orchestrales
- 7 opérettes

- 3 symphonies
- Élégie pour orchestre de chambre
- Humoresque pour orchestre de chambre (1964)
- Nocturne - version pour orchestre de chambre (1986)
- Nostalgie - version pour orchestre de chambre (1992)
- Parting pour orchestre symphonique (1997)
- Valse des Souvenirs pour orchestre de chambre (2004)

### Œuvres concertantes
- Concerto pour flûte et orchestre de chambre (1968)
- Concerto pour violoncelle et orchestre à cordes (1969)
- Concerto pour alto et orchestre symphonique (1973)
- Nocturne - version pour piano et orchestre de chambre (1986)
- Nostalgie - version pour piano et orchestre de chambre (1992)
- La Confession d'un poète, cycle vocal pour baryton et orchestre symphonique (1993)
- Retro, suite pour piano et orchestre symphonique (1996)
- Tango sentimental pour violon et orchestre de chambre (2001)

### Œuvres scéniques
- Khevisheri, ballet (1982)
- Mechecheme Gabo, comédie musicale (1995)
- ... (nombreuses musiques de scène)

### Chansons (sélection)
- Music
- Days Go By
- It's Raining Again
- Little girl
- Dynamo, Dynamo
- All I have is Songs
- Tbilissi Lyrical
- Song of Tbilisi
- Song of Metekhi

## Honneurs, prix et distinctions
- 1974 : Prix de l'Union communiste de la RSS de Géorgie
- 1979 : Ouvrier d'art honoré de la RSS de Géorgie
- 1982 : Prix du Conseil des ministres de l'URSS de Géorgie
- 1988 : Artiste du peuple de la RSS de Géorgie
- 1998 : Prix nommé d'après Jacob Gogebashvili
- 1998 : Chevalier de l'Ordre d'honneur
- 1999 : Citoyen d'honneur de Tbilissi
- 2003 : Prix nommé d'après Zakaria Paliashvili
- 2004 : Prix d'État de Géorgie